# 普拉茨堡 (紐約州斯托本縣)
普拉茨堡（英語：Prattsburgh）是一個位於美國紐約州斯托本縣的鎮。

## 人口
根據2020年美國人口普查的數據，普拉茨堡的面積為133.94平方千米，當中陸地面積為133.82平方千米，而水域面積為0.13平方千米。當地共有人口1985人，而人口密度為每平方千米15人。